# Sebastian Ar Balp
Sebastian ar Balp (francès Sébastien Le Balp) nasqué el 1639 à Kergloff, que aleshores formava part de Cléden-Poher. Instruït, el 1664 fou nomenat notari reial de Karaez. Fou el cap de l'anomenada Revolta dels Barrets Vermells a la regió de Poher, a l'Alta Cornualla, el juliol i agost del 1675.